# Oselce
Oselce (deutsch Wosseletz, auch Woseletz, Wosoletz und Wassenbach, tschechisch früher Oselec) ist eine Gemeinde mit 358 Einwohnern in Tschechien. Sie liegt neun Kilometer südöstlich von Nepomuk und gehört zum Okres Plzeň-jih. Die Katasterfläche beträgt 1479 Hektar.

## Geographie
Oselce befindet sich in 585 m ü. M. am Rande einer Teichlandschaft in Westböhmen. Nördlich davon erhebt sich der 625 hohe Bukový vrch. Durch den Ort führt die Staatsstraße 188 zwischen der Europastraße 49 und Horažďovice.
Nachbarorte sind Kotouň, Olší und Podřesanice im Norden, Řesanice im Osten, Nová Ves im Südosten, Černice im Süden, Stupovka und Kvášňovice im Südwesten, sowie Chlumy und Nekvasovy im Westen.

## Geschichte
Die erste urkundliche Erwähnung der Feste Oselce stammt aus dem Jahre 1388. Im Südwesten, im Tal des Nekvasovský potok, an der Stelle der heutigen Einschicht Stupovka, befand sich das Dorf Neustupovice, das seit 1536 wüst liegt.
Von 1679 bis 1807 befand sich die Herrschaft im Besitz der Familie Janovský z Janovic. 1705 begann unter der Leitung von Giacomo Antonio de Maggi der Umbau des Schlosses Oselce zum Barockschloss. Seit 1749 ist die Schlossbrauerei nachweisbar, die bis 1902 produzierte.
1832 erwarb Franz Anton von Boos zu Waldeck das Schloss von seiner Mutter, einer geborenen Freiin von Bibra. Der spätere Schlossherr Victor von Boos zu Waldeck übersetzte, komponierte und galt als Förderer der Künste. Zu seinen Gästen gehörten in den 1890er Jahren u. a. Jaroslav Vrchlický, Josef Václav Sládek, Josef Svatopluk Machar, Václav Tallich, Oskar Nedbal, Josef Suk und Adolf Hofmeister.
Nach dem Zweiten Weltkrieg wurde der Besitz der Grafen Boos zu Waldeck enteignet.

## Sehenswürdigkeiten
- Schloss Oselce mit Schlosspark
- Barocker Kornspeicher im Schlosspark
- Barocke Kapelle St. Margarethen im Dorf
- Eckkapelle St. Viktor, erbaut Mitte des 19. Jahrhunderts
- Historische Bauernhäuser
- Brauereimuseum, 2004 eingerichtet, im Haus des Gemeindeamtes
- Linde von Oselce mit einem Stammumfang von 5,25 m
- 300-jährige Buche am Weg nach Kotouň mit einer Höhe von 32 m
- Heilquelle Kloubovka am Weg nach Kotouň, in ihrer Nähe entstand 1929 eine Kapelle
- Kapelle St. Margarethen am Markétin vrch (662 m) an der Straße nach Chlumy, erbaut 1691 durch Jiří Vojtěch Janovský. Nach der Entweihung im Zuge der Josephinischen Reformen wurde sie durch die Familie Boos-Waldeck wieder errichtet.
- Kirche der Geburt der Jungfrau Maria in Kotouň, 1703–1705 errichtet
- Kapelle des Hl. Johannes von Nepomuk in Nová Ves, erbaut in der ersten Hälfte des 19. Jahrhunderts
- Čertův hrad zwischen Nová Ves und Nezdřev, ein Haufen von Felsblöcken, die der Sage nach der Teufel dort abgelegt hat, um sich eine Burg zu errichten. Am Wege befindet sich am Teich eine kleine Kapelle.

## Gemeindegliederung
Zur Gemeinde Oselce gehören die Ortsteile Kotouň (Kottaun) und Nová Ves (Neudorf) sowie die Weiler und Einschichten Olší, Podřesanice und Stupovka.